# Paul Bach (Maler)
Paul Richard Bach (* 27. August 1866 in Dresden; † 7. März 1919 in Charlottenburg bei Berlin) war ein deutscher Maler und Grafiker der Düsseldorfer Schule.

## Leben

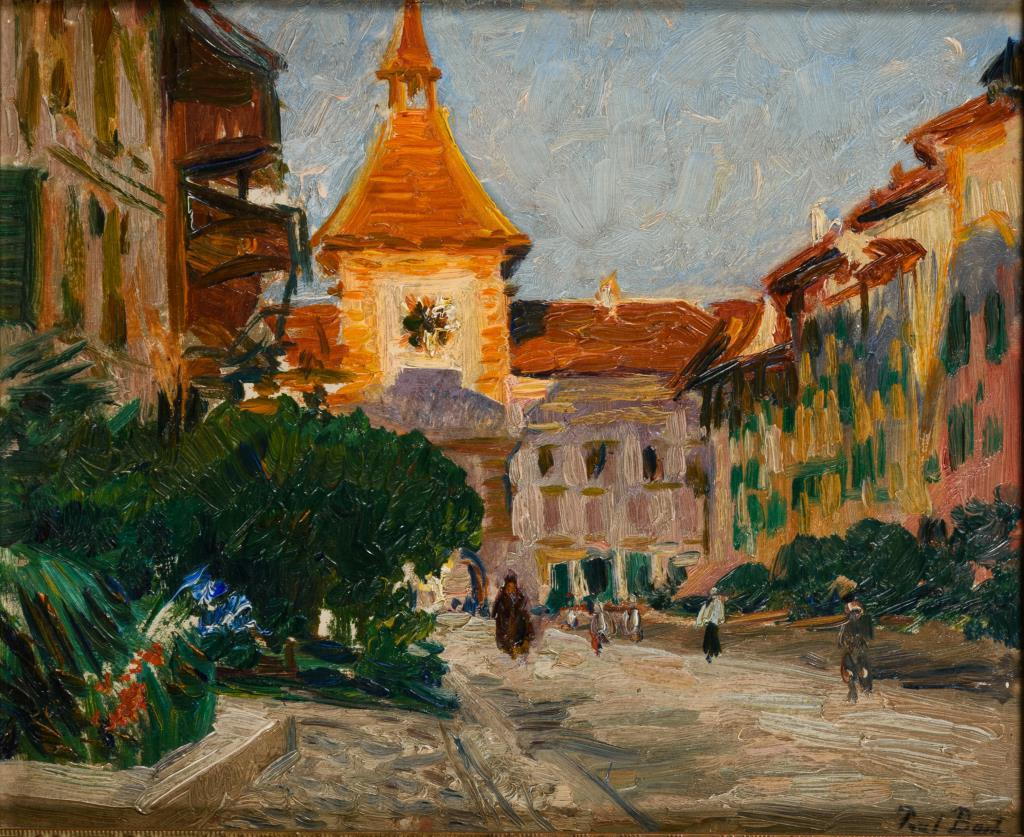
Das Berntor in Murten

Paul Bach, Sohn von Alfred Emil Julius Bach (1837–1922) und dessen Ehefrau Doris Elisabeth, geborene Jordan (1846–1893), besuchte von 1884 bis 1889 die Kunstakademie Düsseldorf. Dort waren Hugo Crola, Heinrich Lauenstein, Adolf Schill und vor allem Peter Janssen der Ältere seine Lehrer. In seiner Malklasse beurteilte Janssen ihn mit der Bemerkung „sehr begabt“. Nachdem Bach sich in Paris als Maler weiter ausgebildet hatte, ging er nach München, wo er zehn Jahre tätig war und Lovis Corinth kennenlernte, dem er nach Berlin folgte. Dort wurde er Mitglied der Berliner Secession.
Bach schuf Porträts, einige Landschaften und Interieurs sowie viele Stillleben. Seine Zeichnungen mit Motiven alter Städte und modernem großstädtischen Leben fanden besondere Anerkennung.